# Коц Роман Миколайович
Роман Миколайович Коц (нар. 12 вересня 1984, Луцьк) — український футболіст, що грає на позиції захисника. Відомий за виступами у низці українських команд вищої та першої ліг, грав також за білоруський клуб «Динамо» з Берестя та казахський клуб «Жетису».

## Клубна кар'єра
Роман Коц народився в Луцьку, і є вихованцем луцької «Волині», а розпочав свої виступи у професійному футболі у фарм-клубі лучан — команді «Ковель-Волинь-2», яка виступала на той час у другій українській лізі. У вищому українському дивізіоні в складі «Волині» футболіст дебютував у сезоні 2003—2004 року, у сезоні провів лише 3 матчі, і надалі виступав знову за дублюючий склад лучан та за інший фарм-клуб «Волині» — «Ікву» з Млинова. Не потрапляючи в основний склад команди, вирішив змінити клуб, їздив на перегляд у молдовський клуб «Ністру», але там не закріпився, і у 2005 році поїхав у казахський «Жетису» з Талдикоргана, де й провів сезон 2005 року. На початку 2006 року повернувся до Луцька, але у сезоні 2005—2006 зіграв за лучан лише 1 матч, після чого команда вибула до першої ліги. У першій лізі футболіст зіграв лише 2 матчі, та покинув клуб. З початку 2007 року до середини 2008 Роман Коц грав за берестейське «Динамо». У сезоні 2008—2009 року грав у складі ужгородського «Закарпаття» в першій лізі. У 2010 року грав у складі аматорської команди «Світязь» із Шацька в чемпіонаті Волинської області. У другій половині сезону 2011—2012 Роман Коц грав за МФК «Миколаїв» у першій українській лізі.

## Досягнення
- Володар Кубка Білорусі (1):

«Динамо-Берестя»: 2006-07